# Fundeni (Galați)
Fundeni è un comune della Romania di 4 004 abitanti, ubicato nel distretto di Galați, nella regione storica della Moldavia.
Il comune è formato dall'unione di 4 villaggi: Fundeni, Fundenii Noi, Hanu Conachi, Lungoci.